# Fågelbergstjärnen (Norrfjärdens socken, Norrbotten)
Fågelbergstjärnen är en sjö i Piteå kommun i Norrbotten och ingår i Alterälvens huvudavrinningsområde.